# Петриковка
Петрико́вка (укр. Петриківка) — посёлок, Петриковский поселковый совет, Днепровский район, Днепропетровская область, Украина. Является административным центром Петриковского поселкового совета, в который, кроме того, входят сёла Кулишево, Сотницкое и Малая Петриковка.
Известен своим народным искусством — петриковской живописью.

## Географическое положение
Посёлок городского типа Петриковка находится на берегу реки Чаплинка, которая через 6 км впадает в реку Орель, выше по течению примыкает село Малая Петриковка, ниже по течению примыкает село Ивановка. Река в этом месте извилистая, образует лиманы, старицы и заболоченные озёра.
Через село проходят автомобильные дороги Т-0414, Т-0441 и Р-52.

## История
По устному преданию основал Петриковку запорожский казак Петрик. В 1766—1775 годах Петриковка была в Протовчанской паланке. Перенос в 1772 году в Петриковскую слободу с Куриловки деревянной церкви в честь Георгия Победоносца некоторые историки называют датой основания Петриковки. Затопление прибрежной Куриловки заставило её жителей переселяться в слободу Петриковку и Елисаветовку.
Со времени свержения Запорожской Сечи Петриковка никогда не знала крепостничества — ей был присвоен статус казённой слободы. На сегодня в Петриковке сохранилась церковь Рождества Богородицы, построением которой занимался Пётр Калнышевский ещё в 1772 году. Сегодня это культовое сооружение, которое является памятником архитектуры Украины национального значения, находится в довольно запущенном состоянии и нуждается в реконструкции.
В первой четверти XIX века Петриковка была вторым по количеству жителей населенным пунктом Новомосковского уезда и центром Петровской волости. По данным на 1859 год в казённой слободе проживало 10 819 человек (5282 мужчины и 5537 женщин), насчитывалось 1397 дворов, существовали 2 православные церкви и училище, происходило 3 ярмарки и базары. По состоянию на 1886 год в городе проживало 11 668 человек, насчитывалось 1768 дворов, 3 православные церкви, синагога, богадельня, почтовая станция, 29 лавок, 3 бондарные, 2 постоялых двора, происходило 3 ярмарки в год.
По переписи 1897 года число жителей возросло до 21 071 человека, из которых 20 785 — православной веры.
В 1936 году здесь была открыта детская художественная школа. Во время Великой Отечественной войны в 1941—1943 годах селение находилось под немецкой оккупацией.
В 1957 году Петриковке был присвоен статус посёлок городского типа. В 1958 году здесь был открыт цех подлаковой росписи, где изготавливали шкатулки и декоративные тарелки. В 1974 году здесь действовали предприятия пищевой промышленности (маслодельный завод, хлебозавод и др.), фабрика художественно-декоративной росписи, инкубаторная станция. Основой экономики являлась фабрика художественно-декоративной росписи "Дружба".
В январе 1989 года численность населения составляла 5269 человек.
По состоянию на 2025 год численность населения составляла около 3,9 тысяч человек.

## Экономика
- ПМК-17 «Персонал».
- ООО агрофірма «Свитанок».
- ООО «ІНТТАС ГМБХ».
- Центр народного искусства «Петриковка».
- ООО «Петриковский рыбхоз».

## Объекты социальной сферы
- Школа I—III степени.
- Школа I—II степени.
- 2 детских сада.
- Профессионально-техническое училище № 79.
- Дом детского творчества.
- Больница.
- Поликлиника.
- Дом культуры.
- Музыкальная школа.
- Художественная школа.

## Достопримечательности
- Петриковская роспись или «Петриковка» — украинское декоративно-орнаментальная народная живопись XVIII—XXI вв. В 2012 году Министерство культуры Украины определило петриковская роспись объектом нематериального культурного наследия Украины. В 2013 году роспись были включены в Репрезентативный список нематериального культурного наследия человечества ЮНЕСКО. Ранее в поселке работала фабрика петриковской росписи «Дружба».
- На базе центра народного искусства «Петриковка» создан музей этнографии, быта и народно-прикладного искусства.
- В нескольких километрах к западу от Петриковки действует этнографический комплекс «Казацкий хутор Галушкивка».

## Персоналии
- Николай Чичикало (1921—1984) — Герой Советского Союза
- Пата Татьяна Яковлевна (1884—1976) — член Национального союза художников Украины, родоначальница петриковской росписи.
- Белоконь Надежда Аврамовна (1893—1981) — украинский мастер народно-декоративной росписи.
- Пелагея Ивановна Глущенко (1908—1983) — украинская художница, мастер петриковской росписи, заслуженный мастер народного творчества УССР (1967).
- Галина Ивановна Павленко-Черниченко (1919—2008) — украинская художница, мастер петриковской росписи, заслуженный мастер народного творчества УССР/
- Кошевой Степан Львович (1921—1977) — украинский живописец.
- Тимченко Марфа Ксенофонтовна (1922—2009) — мастер декоративной росписи.
- Соколенко Василий Иванович (род. 1922) — член Национального союза художников Украины, Заслуженный мастер народного творчества Украины.
- Панко Фёдор Саввич (1924—2007) — ведущий мастер петриковской росписи, член Национального союза художников Украины.
- Пикуш Андрей Андреевич (род. 1950) — председатель правления и художественный руководитель Центра народного искусства «Петриковка», член Национального союза художников Украины, Заслуженный мастер народного творчества Украины.
- Пикуш Мария Ивановна (род. 1954) — украинская художница, член Национального союза художников Украины, в 2007 году награждена орденом княгини Ольги 3 степени.
- Гарькава Татьяна Анатольевна (род. 1963) — украинская художница, педагог, Заслуженный мастер народного творчества Украины.

## Галерея

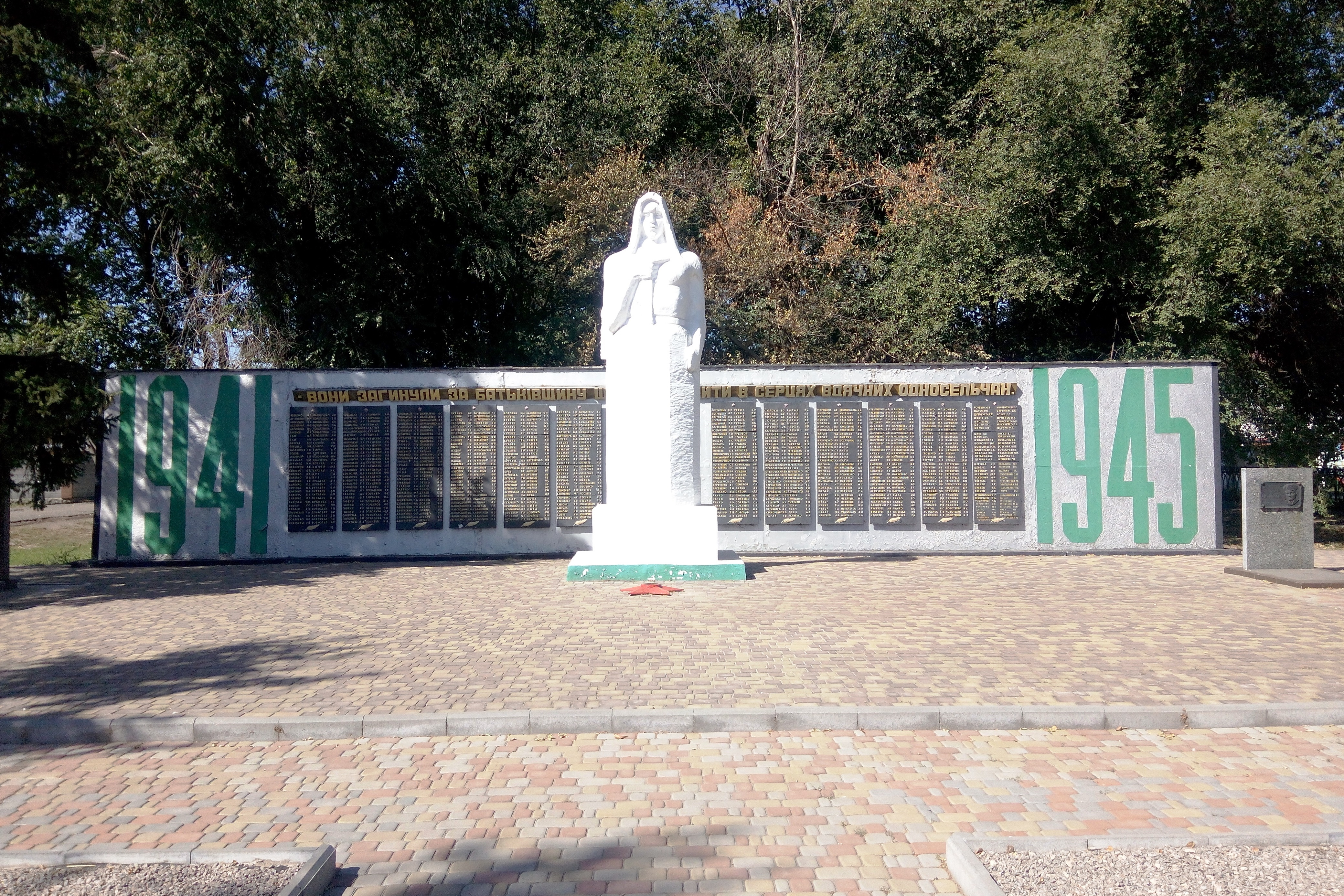
Монумент погибшим солдатам-односельчанам в годы Великой Отечественной войны
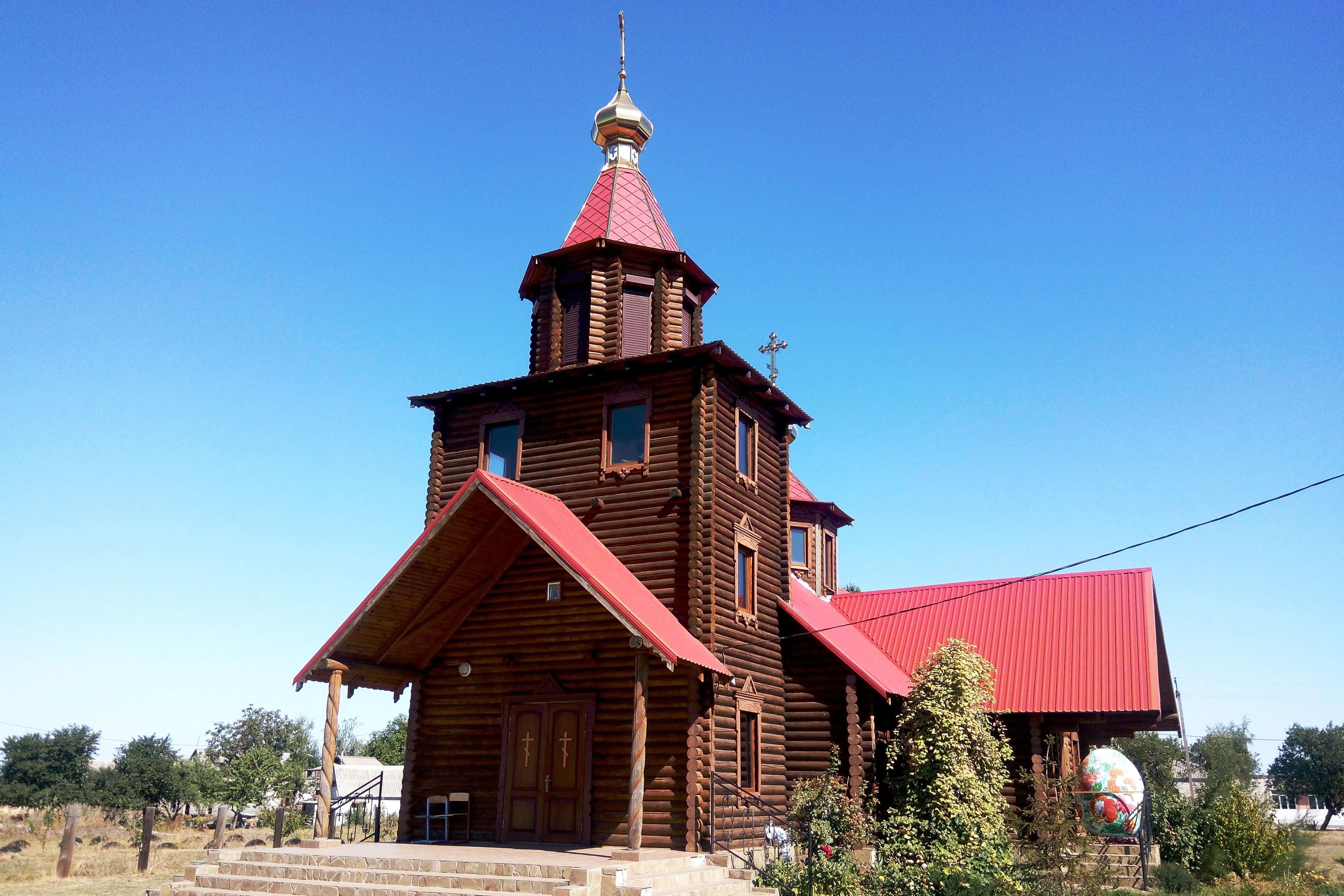
Храм Рождества Пресвятой Богородицы (Белая церковь)
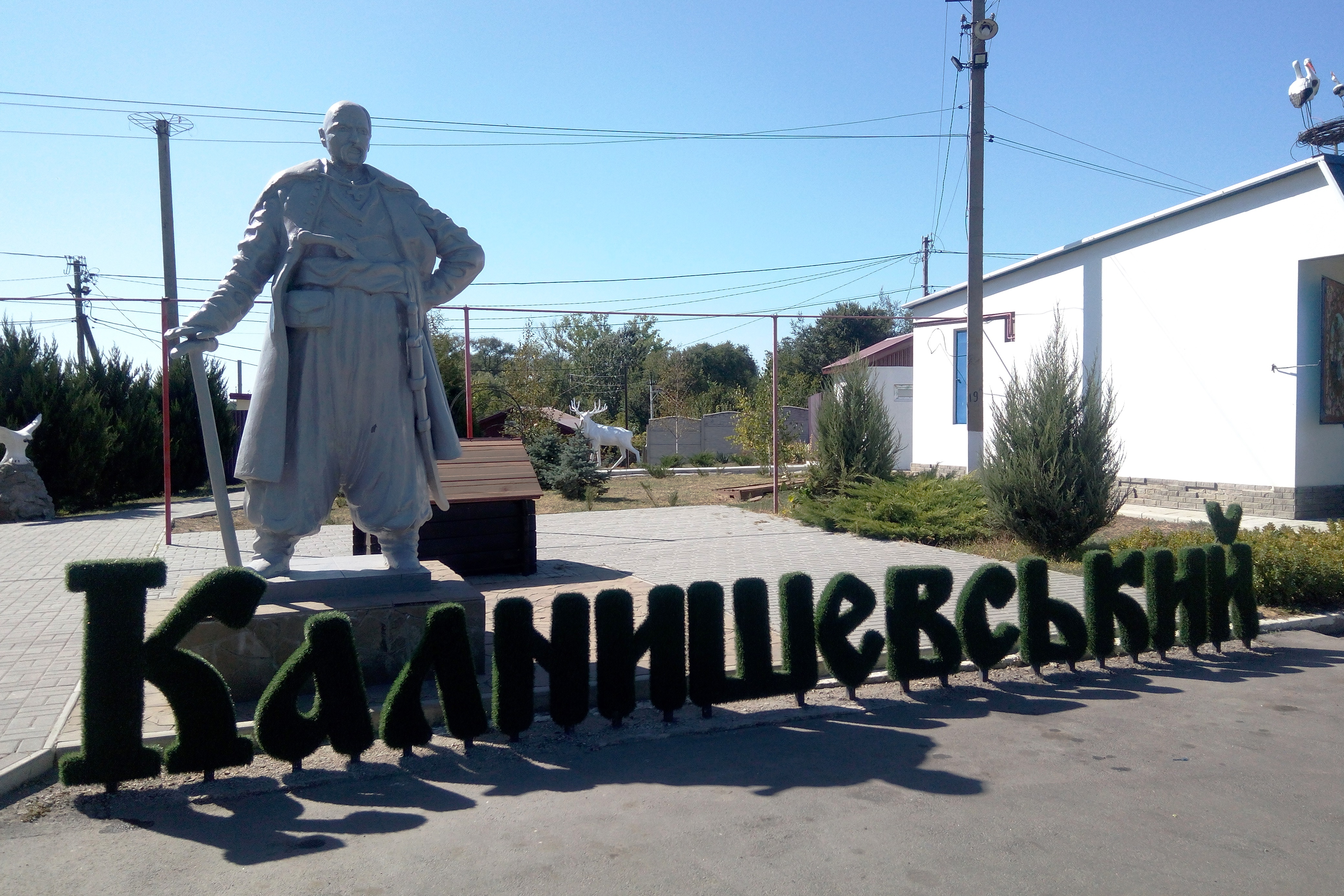
Памятник кошевому атаману Петру Калнишевскому
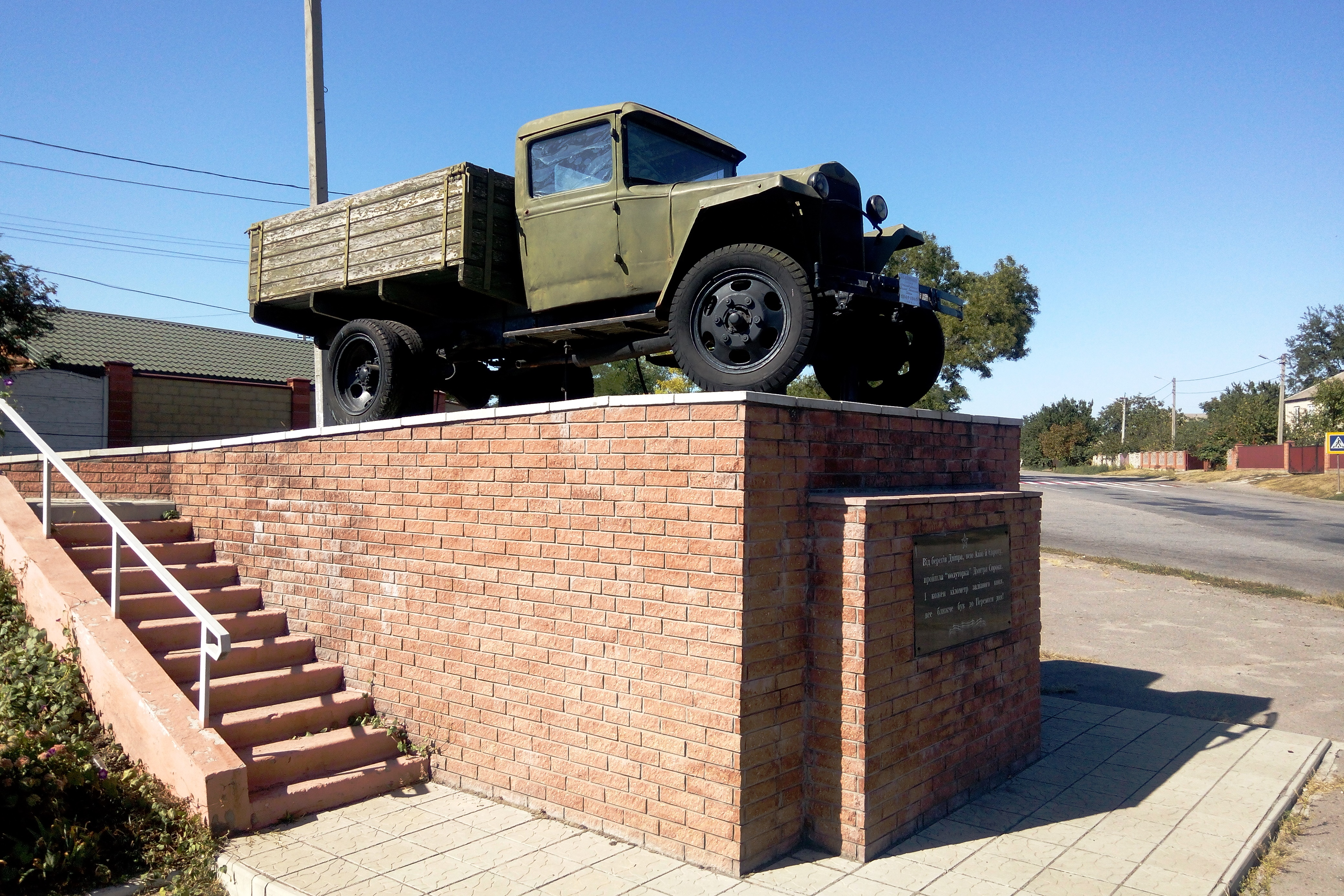
Памятник ГАЗ-АА
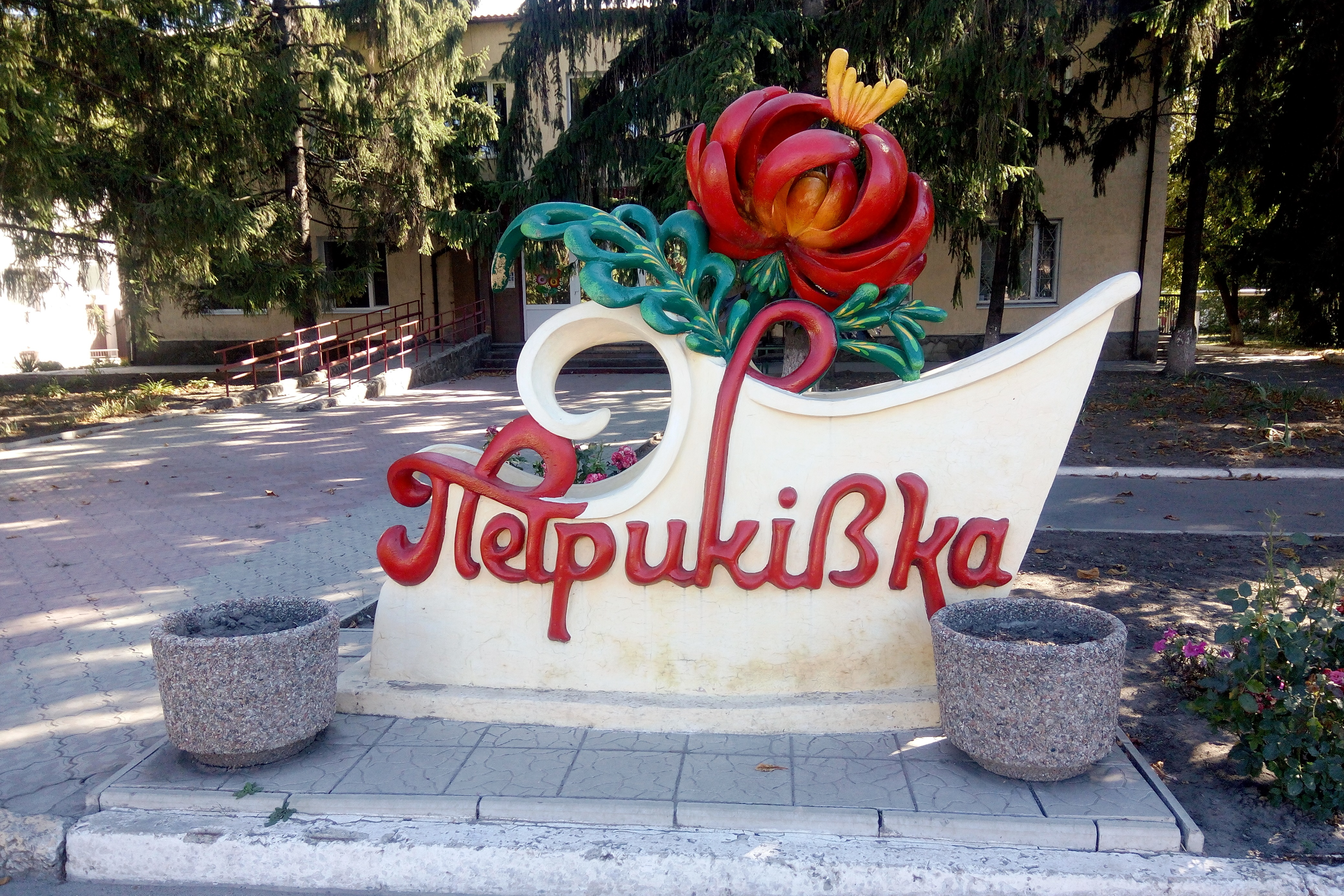
Арт-объект "Петриківка"
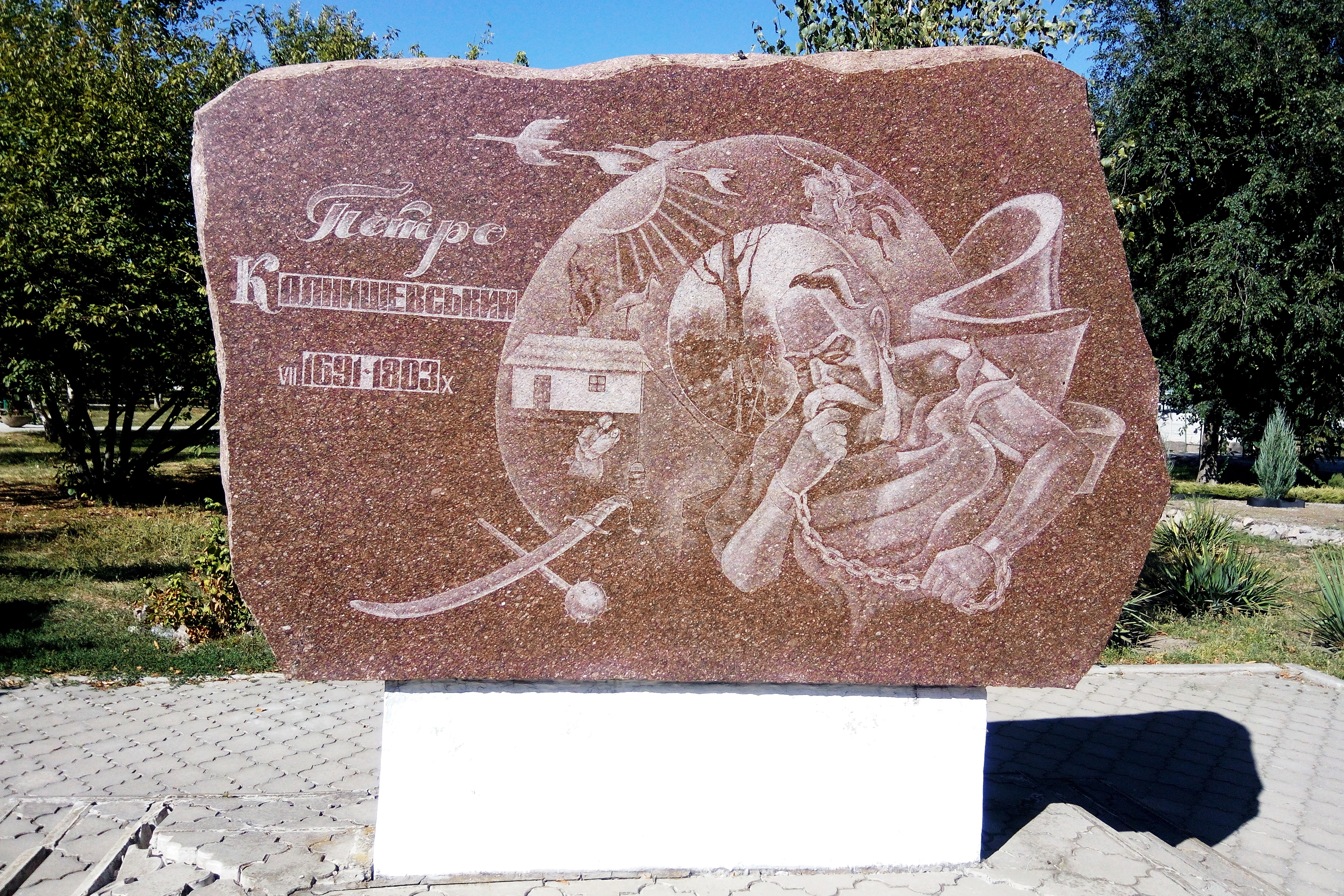
Памятник в парке имени Калнишевского
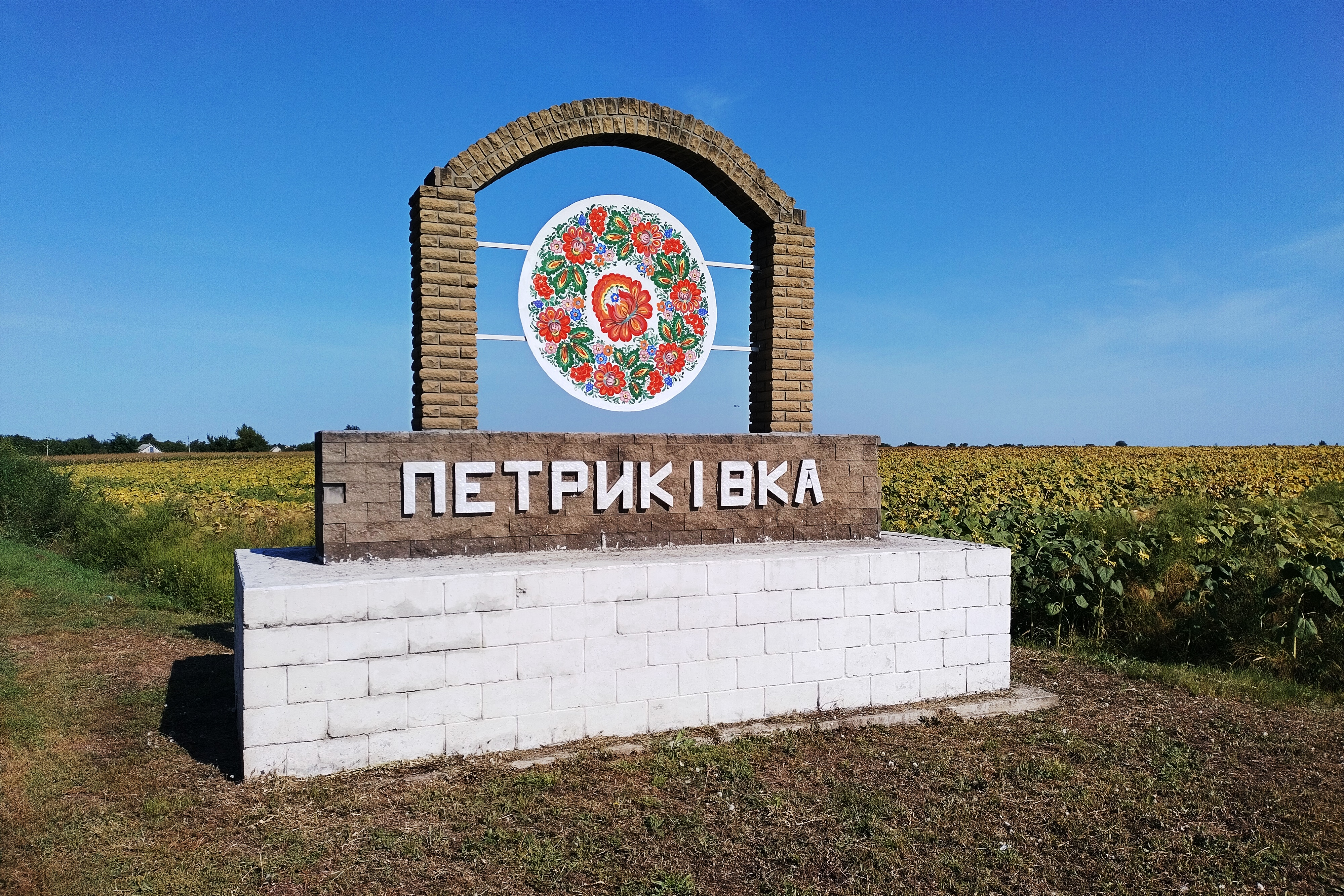
Стела при въезде в посёлок